# Acôncio

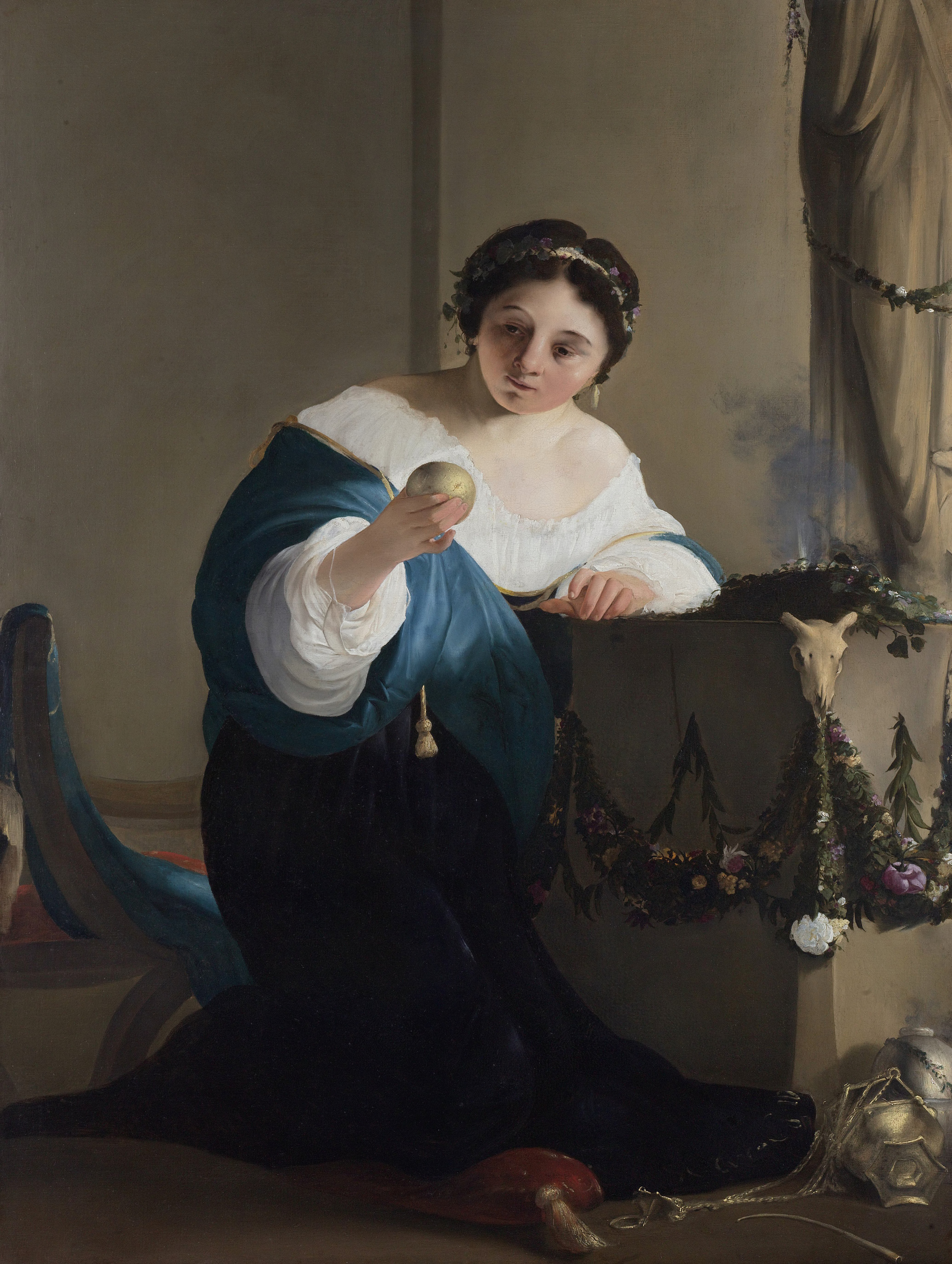
Cídipe com a maçã de Acôncio por Paulus Bor, Rijksmuseum

Acôncio ou Acôntio (grego antigo : Ἀκόντιος), foi na mitologia grega um belo jovem da ilha de Ceos, herói de uma história de amor contada por Calímaco num poema do qual restam apenas fragmentos, e que constitui o tema de dois das Heroides de Ovídio. Durante o festival de Ártemis em Delos, Acôncio viu Cídipe, uma donzela ateniense bem-nascida por quem estava apaixonado, sentada no templo de Ártemis. Ele escreveu em uma maçã as palavras: "Juro por Ártemis que me casarei com Acôncio" e jogou-a aos pés dela. Ela o pegou e leu mecanicamente as palavras em voz alta, o que equivalia a um compromisso solene de cumpri-las. Sem saber disso, ela tratou Acôncio com desprezo; mas, embora tenha ficado noiva mais de uma vez, sempre adoecia antes do casamento. O oráculo de Delfos finalmente declarou que a causa de suas doenças era a ira da deusa ofendida; então seu pai consentiu em seu casamento com Acôncio. Antonino Liberal conta a história com nomes diferentes; veja Ctésila.